# Gregor McEwan

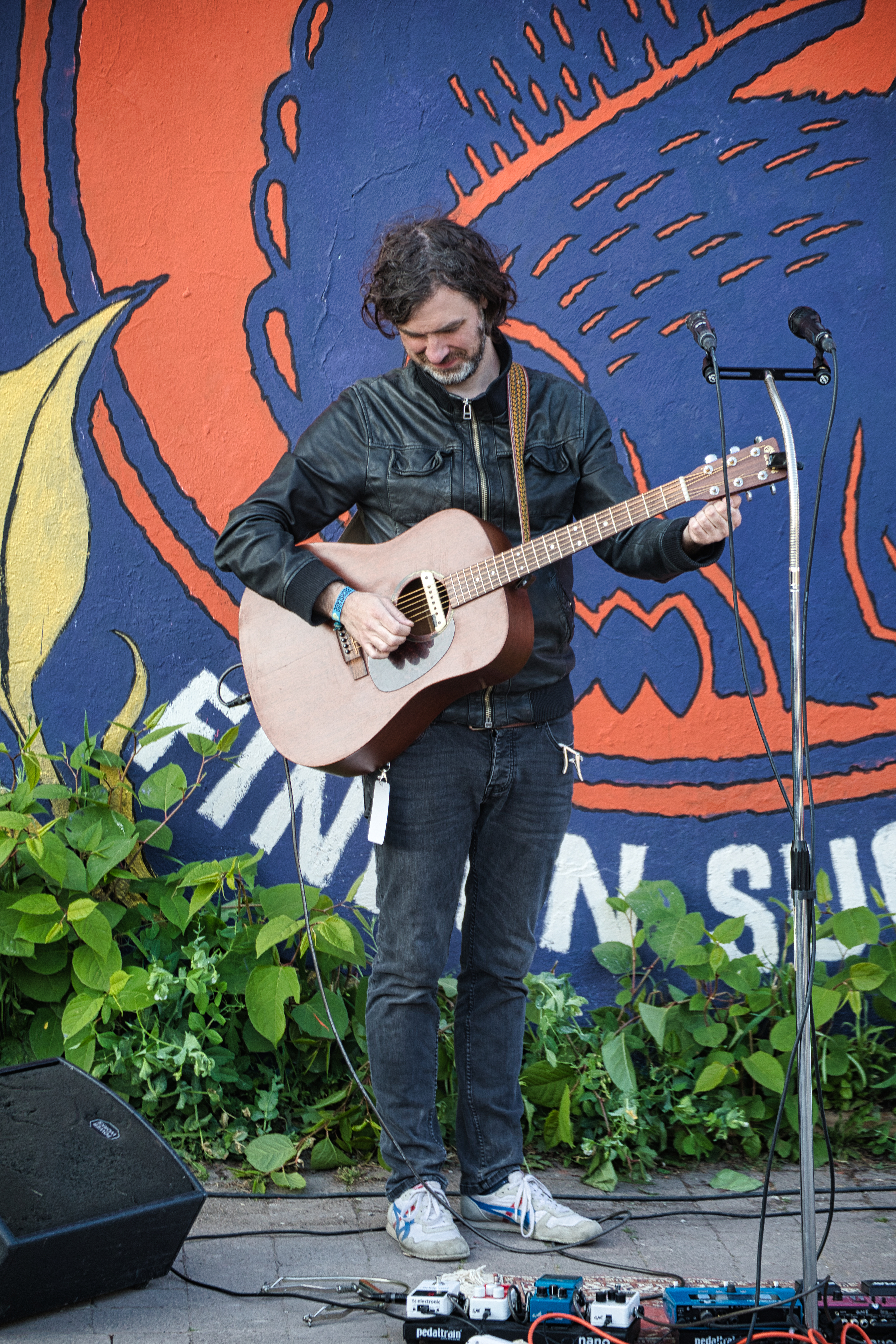
Gregor McEwan als „Walking Act“ auf dem Orange Blossom Special Festival 2023

Gregor McEwan (* 14. November 1982 als Hagen Siems in Haltern, heute Haltern am See) ist ein deutscher Singer-Songwriter, der in Berlin lebt.

## Biografie
Im Alter von sechs Jahren begann Hagen Siems mit dem Gitarrespielen und nahm bis zu seinem neunzehnten Lebensjahr Unterricht in der Musikschule. Inspiriert durch ein Konzert der Popgruppe Roxette, begann Siems eigene Kompositionen und Texte zu schreiben. Er schrieb und komponierte für die Indie-Band Helter Skelter bis zu deren Auflösung im Februar 2009. Seit Ende 2008 tritt er öffentlich unter dem Künstlernamen Gregor McEwan auf. Im November 2010 erschien sein Erstlingswerk Houses And Homes über Ludwig, die Plattenfirma des deutschen Liedermachers Tom Liwa. Im April 2011 war Gregor McEwan mit einem Songbeitrag auf der New Noises CD des Rolling Stone Magazins vertreten. Er teilte mit verschiedenen Künstlern wie Julia Stone oder Joan as Police Woman die Bühne. Im August 2011 wurde ein Konzert mit der Cellistin Ruby Hartbrich für die Sendung Auf den Dächern auf tape.tv ausgestrahlt.

## Diskografie

### Alben
- 2010: Houses And Homes (CD)  –  Ludwig
- 2011: Houses And Homes (Vinyl Re-Release)  –  Welcome Home Music
- 2014: Much Ado About Loving (CD)  –  Welcome Home Music
- 2018: From A to Beginning (CD/LP) – Stargazer Records/Midsummer Records
- 2022: Four Seasons (CD+LP/digital) –  Rewind Retrack Recordings/Stargazer Records
- 2023: Going Solo (CD+LP/digital) – Rewind Retrack Recordings

### Singles
- 2010: The Banks (digital) - Ludwig
- 2011: Together Alone (digital) - Ludwig
- 2012: Vs. / From Brunswick To Munich (digital) - Ludwig
- 2012: Postcards And Polaroids / Try To Write A Song Like This (Vinyl/digital) - Welcome Home Music
- 2014: Oh Daddy (digital) - Welcome Home Music
- 2017: << Rewind, Retrack, Rename, Restore (digital) - Stargazer Records
- 2017: Home (digital) - Stargazer Records
- 2017: You And I (digital) - Stargazer Records
- 2018: On Her Radar (digital) - Stargazer Records
- 2020: ₲ΛLΛX¥ (digital) - Stargazer Records
- 2020: Fwd: Spring (digital) - Stargazer Records
- 2020: I Got You (digital) - Stargazer Records
- 2020: A 000000 Times (digital) - Stargazer Records
- 2020: Spring Forward EP (digital) - Stargazer Records
- 2020: Halloween Costume (digital) - Stargazer Records
- 2020: Autumn Falls (digital) - Stargazer Records
- 2020: Forever Ago (digital) - Stargazer Records
- 2020: Ode To Oh (digital) - Stargazer Records
- 2020: Autumn Falls EP (digital) - Stargazer Records
- 2021: Summer Breeze (digital) - Stargazer Records
- 2021: The Beat Of Your Drum (digital) - Stargazer Records
- 2021: Re: (No Subject) (digital) - Stargazer Records
- 2021: The Royal Blues (digital) - Stargazer Records
- 2021: Summer Breeze EP (digital) - Stargazer Records
- 2021: Lousy Lullaby (digital) - Stargazer Records
- 2021: New Year’s Resolutions (digital) - Stargazer Records
- 2022: Winter Sleep (digital) - Stargazer Records
- 2022: Sweets and Sadness (digital) - Stargazer Records
- 2022: Winter Sleep EP (digital) - Stargazer Records
- 2022: (To You) Ceo, Bitch! (digital) - << Rewind Retrack Recordings